# Lijst van Donald Duck-personages
Dit is een lijst van Donald Duck-personages. 

## Inwoners vanDuckstad
1. Albert (slimste in de klas van de Duckies)
2. Annabel (ander klasgenootje van de Duckies)
3. Arend Akelig (rivaal van Willie)
4. Arie en Willem (vervelende klasgenoten van de Duckies die altijd pesten)
5. Arpin Lusène (vijand uit 'De Zwarte Ridder')
6. Bengt Blauwig (concurrent van Dagobert)
7. Bertus (butler van Dagobert)
8. Boem Boem Breedbek (vriend van Donald en Willie)
9. Bombie (een zombie uit Afrika, zie Voodoo Hoodoo)
10. Boris Boef (een van de vaste tegenstanders van Mickey Mouse)
11. Brulstra (conciërge van de school van de Duckies)
12. Burgemeester Speksnuit (burgemeester van Duckstad)
13. Bruto (neefje van Leo de Beo)
14. Buurman 'Bertus' Bolderbast (buurman van Donald)
15. Cissy Zwaan (liefde van Gijs Gans)
16. Clarabella Koe (vriendin van Minnie Mouse en Klaartje Kip en geliefde van Karel Paardepoot)
17. Commissaris O'Hara (politieagent, opdrachtgever van Mickey en Goofy als die een detective-rol hebben)
18. Cornelis Prul (stichter van Duckstad)
19. Dagobert Duck (rijkste eend ter wereld)
20. Daantje (neefje van Diederik)
21. Maharadja van Hoedoejoestan
22. Dick Dubbelgrap (oud-klasgenoot van Mickey)
23. Diederik Duck (volle neef van Donald)
24. Dinkie (kat van Katrien)
25. Doc Stat (kwaadaardige tegenhanger van Doc Static uit een andere dimensie, vijand van superschim)
26. Doc Static (uitvinder, vaak betrokken bij de strijd tussen Mickey en de Zwarte Schim, in oudere strips ook wel Professor Zapotek)
27. Dolle Daan en Kleintje (vijanden van Mickey)
28. Donald Duck (hoofdrolspeler in veel verhalen)
29. Donatus (volwassen vriend van de neefjes, personage dat sterk lijkt op Diederik)
30. Doortje Duck (zus van Dagobert)
31. Dorus (vriend en mede-Jonge Woudloper van Kwik, Kwek en Kwak)
32. Driek Duck (zoon van Oma Duck)
33. Driftma (treinopzichter)
34. Dumbella Duck (zus van Donald en moeder van Kwik, Kwek en Kwak)
35. Dynamite Sam (vriend van Superdonald, vijand van Diederik)
36. Ega Beva (of Gamma, bijfiguur in enkele Mickey-verhalen)
37. El Capitain (bijrol in Ducktales)
38. Eli Gluip (een van de hoofdvijanden van Mickey)
39. Eva Hamerslag (buurvrouw van Donald Duck, moeder van Lex Hamerslag)
40. Fergus McDuck (vader van Dagobert)
41. Gerrit Gladsnuit (vijand van Dagobert)
42. Gideon McDuck (oudoom van Donald)
43. Gijs Gans (knecht bij Oma Duck op de boerderij, tevens haar achterneef)
44. Gitta Gans (ook wel Brigitta Gans, aanbidster van Dagobert Duck)
45. Goofy (beste vriend van Mickey)
46. Goofus D. Snob (rijke tegenhanger van Goofy uit een andere Dimensie, de geheime identiteit van SuperSchim)
47. Govert Goudglans (op een-na-rijkste eend van de wereld en zodoende Dagoberts belangrijkste concurrent)
48. Griebeltje (kennis van Madam Mikmak en Zwarte Magica)
49. Guus Geluk (volle neef van Donald)
50. Hopman Breedborst (hopman van de club Jonge Woudlopers)
51. Hortensia Duck (zus van Dagobert en moeder van Donald)
52. Hortensia Heks
53. Humfrie Bogaard (detective)
54. Indiana Goofy (beroemde archeoloog en neef van Goofy)
55. Jacob McDuck (oom van Dagobert)
56. John D. Rockerduck (de meesten kennen hem gewoon als Rockerduck, rivaal van Dagobert, op-twee-na rijkste eend ter wereld)
57. Jopie (snackbarhouder; in sommige verhalen Willem of Hamburger Henkie geheten)
58. Juffrouw Eugenia (assistente in Dagoberts geldpakhuis)
59. Juffrouw Knol
60. Kapitein Kerkmuis (vriend van Mickey)
61. Karel Kraakei (bijrol in de serie Ducktales)
62. Karel Paardepoot (vriend van Sieb Sik, Mickey en Goofy, geliefde van Clarabella)
63. Kareltje (slim neefje van Goofy)
64. Katrien Duck (geliefde van Donald en/of Guus)
65. Keessie (klasgenoot en vriendje van Kwik, Kwek en Kwak)
66. Klaartje Kip (vriendin van Clarabella, Minnie en Katrien)
67. Kluister (partner van zaaks)
68. Klusjesman Duck
69. Kranz (beroemd archeoloog, rivaal van Indiana Goofy)
70. Kwik, Kwek en Kwak (neefjes van Donald, bij wie ze in huis wonen)
71. Kwok (in enkele verhalen extra getekend neefje van Kwik, Kwek en Kwak, maar geen vast personage)
72. Lampje (hulpje, uitvinder, uitvinding en lampje van Willie)
73. Leo de Beo (vriend van Goofy)
74. Lex Hamerslag (buurjongen van Donald Duck, zoon van Eva Hamerslag)
75. Linke Lowie (zakenman, werkt vaak samen met Brigitta)
76. Lizzy, Juultje en Babetje (nichtjes van Katrien)
77. Loebas (hond van Donald)
78. Lotusbloem (bedriegster die een plekje in haar hart heeft voor Mickey)
79. Lusky (butler van Rockerduck)
80. Ma McDuck (moeder van Dagobert en zijn zussen)
81. Mad Ducktor (rivaal en kwade kloon van Willie Wortel)
82. Madam Mikmak
83. Martje Meeuw (vriendje van Kwik Kwek en Kwak)
84. McSchobbejak (concurrent van Dagobert)
85. Meester Warbol (lama, onderwijzer op de Duckstadse basisschool)
86. Mevrouw Baktaart (oppas in Ducktales)
87. Mickey Mouse (muis, een van de hoofdrolspelers in de verhalen die niet over de Ducks gaan)
88. Mick (Luie tegenhanger van Mickey uit een andere dimensie, sidekick van SuperSchim)
89. Minnie Mouse (vriendin van Mickey)
90. Moe Koe (moeder van Clarabella)
91. Moppie (Minnies nichtje)
92. Newton Wortel (neefje van Willie Wortel, in sommige verhalen Kareltje of Archimedes geheten)
93. Oma Duck (boerin, familie van Donald)
94. Ome Dries (eigenaar van een feestwinkel, komt alleen in Nederlandse verhalen voor)
95. Heisa McSores (Dagoberts halfbroer)
96. Opaatje (opa van de Zware Jongens)
97. Otto van Drakenstein (professor, (oud)oom van Donald, enige acedemicus in Duckstad die zich richt op literair onderzoek in plaats van uitvinden)
98. Pa Paardepoot (vader van Karel)
99. Pennings (werknemer en boekhouder bij Dagobert Duck)
100. Pflip de Tnukkelboe (huisdier van Ega Beva, wordt in sommige uitgaven Fips genoemd)
101. Plottikat (schurk en soms handlanger van Boris Boef, neef van Boris Boef)
102. Pluto (hond van Mickey)
103. Prinses Oena (eend uit de prehistorie)
104. Professor Enigma (uitvinder, werkt vaak samen met Mickey en Goofy)
105. Professor Marlin (co-curator van de geschiedenisafdeling van het Duckstad museum, co-beheerder van de tijdmachine)
106. Professor Zapotek (co-curator van de geschiedenisafdeling van het Duckstad museum, co-beheerder van de tijdmachine)
107. Professor Triplix (vijand van Mickey, grote aap)
108. Puk & Max (neefjes van Mickey, bij wie ze ook in huis wonen)
109. Raafje (de raaf van Zwarte Magica)(Rowan bij de Woudlopers-Kipling)
110. Rechter Uil (bemiddelt vaak in ruzies, zoals die tussen Donald Duck en buurman Bolderbast)
111. Rik (gehandicapt vriendje van Kwik, Kwek en Kwak)
112. Rosa Glashart (vriendinnetje van Dagobert Duck)
113. Sara Fox (forensisch expert van de afdeling vermiste personen op bureau Duckstad)
114. Superdonald (Donald zijn geheime identiteit)
115. SuperSchim (Goedaardige tegenhanger van de Zwarte Schim uit een andere dimensie, geheime identiteit van Goofus D. Snob)
116. Sieb Sik (vriend van Karel)
117. Sul Dufneus (detective, werkt soms samen met Mickey)
118. Sylvester Slibber (advocaat van Mickey)
119. Theodoor Prul (zoon van Cornelis Prul en oprichter van de jonge woudlopers)
120. Tobber (kat van Donald Duck)
121. Tom & Pieter (muizen die bij oma Duck wonen)
122. Trudie Boef (echtgenote van Boris Boef)
123. Tsjang (klasgenoot van de Duckies)
124. Turbo McKwek (alleen in de tv-serie Ducktales).
125. Van Stoetenwolf (andere butler van Dagobert Duck, komt voor in Ducktales)
126. Venijn McSnekke (concurrent van Dagobert)
127. Webby (kleindochter van Baktaart, alleen in de tv-serie Ducktales)
128. Willie Wortel (uitvinder)
129. Wisse Duck (neef van Donald)
130. Woerd Snater Duck (vader van Donald)
131. Zaaks (collega van O'Hara, in oudere uitgaven inspecteur Weetal)
132. Zwabbertje (hond van de Duckies)
133. Zware Jongens (bandieten die vooral uit zijn op Dagoberts geld)
134. Zware Schoffies (neefjes van de Zware Jongens)
135. Zwarte Magica (heks in eendengedaante en een van de hoofdvijanden van Dagobert Duck)
136. Zwarte Schim (rivaal van Mickey, ook wel Platneus genaamd)

## Duckstadse bos
1. Ali Alligator (alligator uit het bos)
2. Annie en Fannie (nichtjes van Molly)
3. Barend Buizerd (lid van de booswichtenclub)
4. Barry Beer (Doet mee aan een hardloopwedstrijd)
5. Bertje Buidelrat (kennis van Broer Konijn)
6. Bil Krokodil (Doet mee aan een hardloopwedstrijd)
7. Broer Konijn (vindingrijk konijn)
8. Broer Pad (vriend van Broer Konijn)
9. Broer Wasbeer (werkt in een kruidenierszaak, voornaam Wiebe)
10. Fred Fret (Winnaar van de hardloopwedstrijd)
11. Hanneke Tanneke (tovenares die vaak Broer Konijn helpt)
12. Huub Haas (Inwoner van Pluizendal, snelste van het dorp, tegenhanger van Toby Schildpad)
13. Knabbel en Babbel (eekhoorns)
14. Knir, Knar en Knor (drie biggetjes, vrienden van Wolfje)
15. Koning Leo Leeuw (koning van het bos)
16. Meneer Beer (ietwat onnozele beer)
17. Meneer Mus (vriend van Broer Konijn)
18. Mevrouw Beer (vrouw van Bruin)
19. Midas Wolf (Wolfjes vader)
20. Molly (vriendin van Broer Konijn)
21. Oma Wolf (moeder van Midas en Stef Wolf)
22. Pollo Wolf (neefje van Wolfje)
23. Rein Vos (lid van de booswichtenclub)
24. Stef Wolf (broer van Midas Wolf)
25. Tjibbe en Tjobbe (zoontjes van meneer en mevrouw Beer)
26. Toby Schildpad (Inwoner van Pluizendal, traagste van het dorp, tegenhanger van Huub Haas)
27. Toon Schildpad (vriend van Broer Konijn)
28. Vittorio Wezel (lid van de booswichtenclub)
29. Wolfje (zoon van Midas)

## Puindorp
1. Bo (vriend van Tokkie Tor)
2. Bram Tor (kleine broertje van Tonnie Tor)
3. Burgemeester Puindorp (vader Tonnie Tor en Bram Tor)
4. Cornelis Kever (vriend Tokkie Tor en Bo)
5. Juf Donna (juffrouw op wie Bo verliefd is)
6. Kapitein Bakkebaard (vriend van Tokkie Tor en Bo)
7. Tokkie Tor (avontuurlijke tor)
8. Tonnie Tor (vriendin van Tokkie Tor)

## Mexico
1. Panchito (vriend van Donald Duck)
2. Senor Martinez (paard van Panchito)
3. Donna Duck (Donalds vriendin voor Katrien, nu vriendin van Wisse Duck)

## Rio de Janeiro
1. Joe Carioca (vriend van Panchito)
2. Manuel (vriend van Joe Carioca)
3. Oma Carioca (oma van Joe Carioca)
4. Juan (vriend van Joe Carioca)

## Prairie
1. Geronimo (rivaal van Hiawatha)
2. Hiawatha (jonge indianenheld)
3. Medicijnman van de Rondbuiken
4. Minnehaha (meisje op wie Hiawatha verliefd is)
5. Opperhoofd Pafwangs
6. Opperhoofd van de Rondbuiken (vader van Hiawatha)
7. Vrouw van het opperhoofd van de Rondbuiken (moeder van hiawatha)
8. Zilverslang (zusje van Hiawatha)

## Overig
1. Bambi
2. Jan, Paul en Nico (Figuranten uit 'Ridders van het Vergeten Woud')
3. Knappe Kitty (vrouw die Dagobert Duck meermaals tegenkomt in Klondike)
4. Meneer Lens (Regisseur van 'Ridders van het Vergeten Woud')
5. Pinokkio
6. Rakker
7. Victor Ijzerhand (Personage uit 'Ridders van het Vergeten Woud')
8. Donaldo (voetballer)

## Donnie Duck strips
De Donnie Duck strips spelen zich af in de tijd dat Donald als kind bij Oma Duck woonde, en hebben een hele set eigen karakters.
1. Betty (vriendin van Donnie, houd veel van Mode)
2. Boomer (lid van Tucks bende)
3. Charlie (lid van Tucks bende)
4. Donnie (jonge Donald)
5. Jay (lid van Tucks bende)
6. Louis (vriend van Donnie, erg lang)
7. Millicent (vriendin van Donnie, erg betweterig)
8. Tom (vriend van Donnie, houd veel van eten)
9. Tuck (Rivaal van Donnie, heeft een even grote vriendengroep)
10. Vicky (lid van Tucks bende)

## RWB
De RWB (RuimteWezenBestrijding) is een organisatie waar Donald en Diederik werken om paranormale fenomenen voor het publiek verborgen te houden. De RWB verhalen hebben veel weg van de Men In Black Films.
1. Agent Alf (heel sterk, vecht liever met blote handen dan met wapens)
2. Agent Argus (vertrouweling van de chef)
3. Agent Bosenbes (monteur, dit is geen typfout)
4. Agent Finch (partner van Jackson)
5. Agent Jackson (partner van Finch)
6. Agent Kessel (ontwikkelt nieuwe wapens)
7. Agent Snort (Alien)
8. Chef (Baas van de RWB)
9. Leo van Cortex (paranormaal zoöloog, heeft twee keer bijna onwetend de RWB ontmaskerd, volledige naam Leonardo)